# Фроловский район
Фро́ловский райо́н — административно-территориальная единица (район) и одноимённое муниципальное образование (муниципальный район) в Волгоградской области России.
Административный центр муниципального района — посёлок Пригородный, административного района — город Фролово.

## География

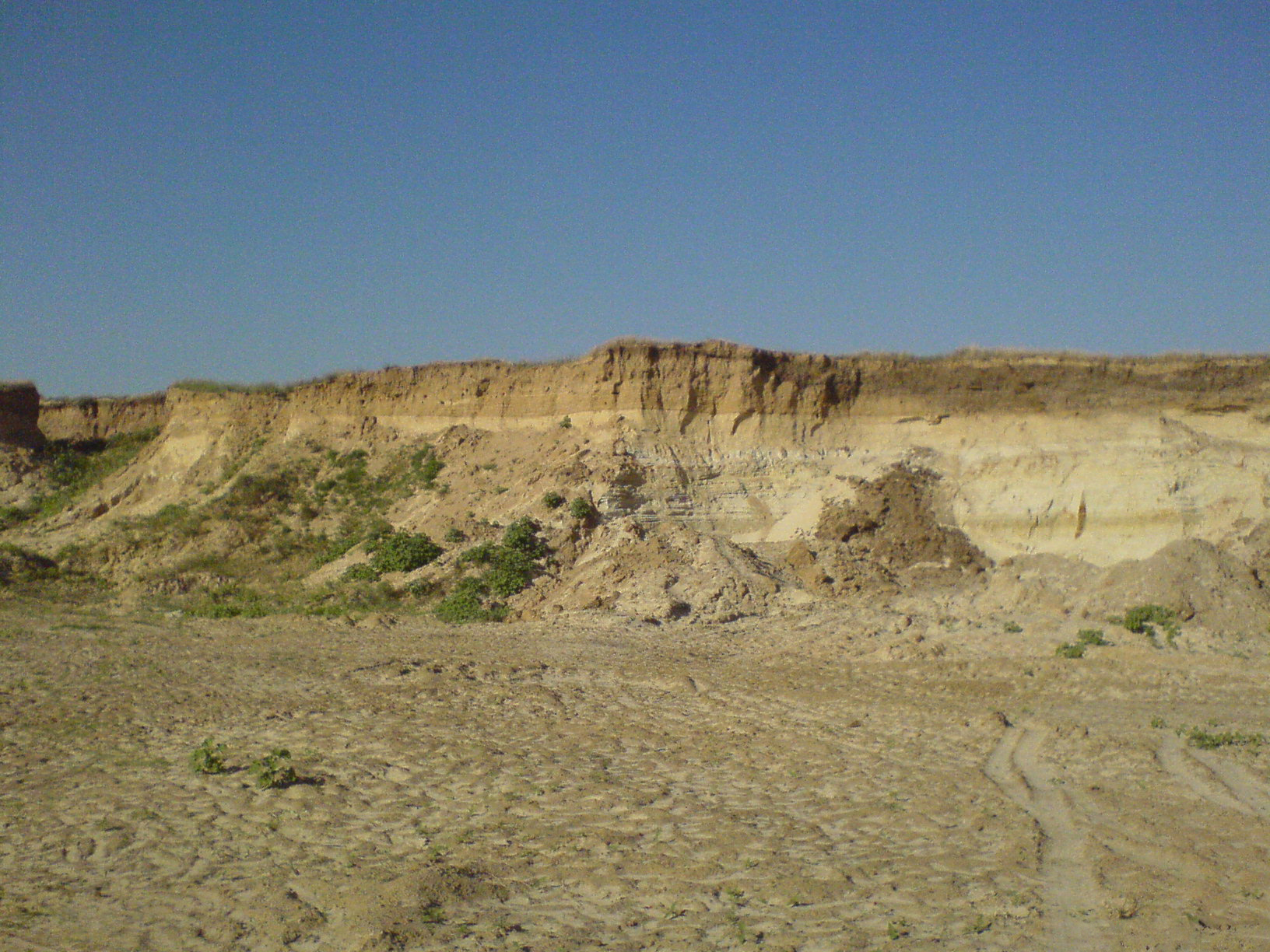
Песчаный карьер в районе

Район расположен в северо-западной части Волгоградской области, на восточной части Приволжской возвышенности на водоразделе рек, впадающих в реку Дон.
Общая площадь составляет 3,3 тыс. км² или 280,8 тыс. га., из них 248,7 тыс. га — сельхозугодий, в том числе 192 тыс. га пашни.
Территория района характеризуется спокойным рельефом, многочисленные балки придают поверхности волнистость.
Гидрография
Реки:
- Дон
- Арчеда
- Иловля
- Лычак

### Полезные ископаемые
На территории района располагаются залежи полезных ископаемых:
- нефть;
- природный газ;
- строительный песок;
- глина;
- мел;
- 5 месторождений известняка;
- имеются большие подземные запасы пресной воды высокого качества.

Энергетическими ресурсами район обеспечен полностью.

### Климат
Климат района континентальный.
Лето сухое, жаркое с частыми суховеями, относительная влажность снижается иногда до 15 %, осадков выпадает летом мало, до 200 мм. Максимальная температура июля до +46 °C, на почве до +70 °C.
Зима малоснежная, относительно теплая.

## Природа
На территории района, на западе от трассы E 119— M6 располагается Лесхоз Арчединский, где выращиваются сосны.
Имеются уникальные сосновые насаждения. Планируемый ботанический заказник «Березняки», зоны покоя «Третьяки» и «Донское» содержат 700 видов беспозвоночных и 112 видов позвоночных животных. Памятник природы «Воропаевская сосна» — насаждения 1885 года на песках.
Урочище «Грядина» — государственный ботанический памятник.
На территории района располагается заказник Раздорский.
Место концентрации охотничьих животных, а также редких и исчезающих видов — резерват «Пильнянский».
Также на территории района располагаются Арчединско-Донские пески.

## История
На территории района находится несколько стоянок человека эпохи каменного века: Шлях, Фроловская, открытая в 2020 году стоянка на берегу Дона. Имеются курганные захоронения более поздних эпох.
12 июля 1928 года в составе Сталинградского округа Нижне-Волжской области был образован Фроловский район.
Весной 2003 года в Волгоградской области произошло сильное наводнение. При этом Арчеда затопила очень большую территорию.
В августе 2009 года в течение 6 суток бушевал пожар на газовом месторождении.
В 2010 году вновь был сильный паводок.
В 2014 году Законом Волгоградской области от 6 августа 2014 года N 122-ОД «О внесении изменений в статью 1 закона Волгоградской области от 14 февраля 2005 года № 1002-ОД „Об установлении границ и наделении статусом Фроловского района и муниципальных образований в его составе“» административный центр Фроловского района был перенесён из города Фролово в посёлок Пригородный.

## Символика
Новые флаг и герб Фроловского муниципального района Волгоградской области приняты 30 ноября 2007 года (Решение Фроловской Районной Думы № 28/214).
Это ещё одно проявление наметившейся в регионе тенденции к замене старой, советской символики на новую, созданную с соблюдением всех геральдических правил.

### Герб
Традиционный для Российской геральдики прямоугольный геральдический щит, разделённый стропиловидно. На червленое поле слева и справа золотые пламена. В нижнем лазоревом поле золотой пшеничный букет, перевязанный бантом и положенным на венок из цветов и листьев того же металла. Щит венчает золотая земельная корона о пяти зубцах[где?].— Геральдика.ру, Герб Фроловского района

## Население
| 1939    | 1959    | 1970    | 1979    | 1989    | 2002    | 2009    | 2010    | 2012    |
| ------- | ------- | ------- | ------- | ------- | ------- | ------- | ------- | ------- |
| 29 403  | ↗39 971 | ↗54 478 | ↘18 168 | ↘15 807 | ↗16 720 | ↘16 359 | ↘14 631 | ↘14 523 |
| 2013    | 2014    | 2015    | 2016    | 2017    | 2018    | 2019    | 2020    | 2021    |
| ↘14 454 | ↘14 403 | ↘14 296 | ↘14 129 | ↘13 965 | ↘13 665 | ↘13 650 | ↘13 419 | ↗14 028 |

Среднегодовая численность работающих — 4,7 тыс. человек.
Гендерный состав
Мужчин — 47,7 %, женщин — 52,3 %.
Национальный состав
По итогам переписи населения 2020 года проживали следующие национальности (национальности менее 0,1 % и другое см. в сноске к строке «Другие»):
| Национальность | Численность, чел. | Доля     |
| -------------- | ----------------- | -------- |
| Русские        | 13 021            | 92,82 %  |
| Азербайджанцы  | 163               | 1,16 %   |
| Армяне         | 107               | 0,76 %   |
| Цыгане         | 98                | 0,70 %   |
| Татары         | 66                | 0,47 %   |
| Чуваши         | 61                | 0,43 %   |
| Украинцы       | 54                | 0,38 %   |
| Марийцы        | 50                | 0,36 %   |
| Немцы          | 29                | 0,21 %   |
| Таджики        | 27                | 0,19 %   |
| Турки          | 22                | 0,16 %   |
| Казахи         | 18                | 0,13 %   |
| Белорусы       | 18                | 0,13 %   |
| Другие         | 294               | 2,10 %   |
| Итого          | 14 028            | 100,00 % |

Среди населения много украинцев.
На западе и юго-западе района (прилегающих к Дону) население состоит преимущественно из казаков.

## Муниципально-территориальное устройство
Во Фроловском муниципальном районе выделяются 11 муниципальных образований со статусом сельских поселений:
| №  | Муниципальное образование          | Административный центр | Количество населённых пунктов | Население (чел.) | Площадь (км²) |
| -- | ---------------------------------- | ---------------------- | ----------------------------- | ---------------- | ------------- |
| 1  | Арчединское сельское поселение     | посёлок Образцы        | 5                             | ↘1441            | 318,00        |
| 2  | Большелычакское сельское поселение | хутор Большой Лычак    | 2                             | ↘841             | 271,00        |
| 3  | Ветютневское сельское поселение    | хутор Ветютнев         | 9                             | ↘3048            | 398,30        |
| 4  | Дудаченское сельское поселение     | посёлок Дудаченский    | 3                             | ↘503             | 239,46        |
| 5  | Краснолиповское сельское поселение | хутор Красные Липки    | 6                             | ↘1170            | 719,13        |
| 6  | Лычакское сельское поселение       | посёлок Лычак          | 4                             | ↘642             | 185,00        |
| 7  | Малодельское сельское поселение    | станица Малодельская   | 2                             | ↘1119            | 294,04        |
| 8  | Писарёвское сельское поселение     | хутор Писарёвка        | 2                             | ↘576             | 182,22        |
| 9  | Пригородное сельское поселение     | посёлок Пригородный    | 7                             | ↘1306            | 241,61        |
| 10 | Терновское сельское поселение      | хутор Терновка         | 4                             | ↘1611            | 288,35        |
| 11 | Шуруповское сельское поселение     | хутор Шуруповский      | 2                             | ↘990             | 121,76        |

История территориального деления
К 2006 году (к началу муниципальной реформы) территория района включала 13 сельсоветов:
| Сельсоветы Фроловского района (2006 год) | Сельсоветы Фроловского района (2006 год) | Сельсоветы Фроловского района (2006 год)                                                                                   | Сельсоветы Фроловского района (2006 год) |
| N п/п                                    | Сельсовет                                | Населённые пункты в составе сельсовета                                                                                     | Площадь, км²                             |
| ---------------------------------------- | ---------------------------------------- | --- | ---------------------------------------- |
| 1                                        | Амелинский                               | хутора Амелино, Дубовый | 128                                      |
| 2                                        | Арчединский                              | посёлок Образцы, хутора Арчедино-Чернушенский, Козлов, Манский, Рубёжный                                                   | 318                                      |
| 3                                        | Большелычакский                          | хутора Большой Лычак, Отрог, Кудиновский, Перелазовский, Малый Лычак                                                       | 271                                      |
| 4                                        | Верхнелиповского                         | хутор Верхние Липки | 54                                       |
| 5                                        | Ветютневский                             | хутора Ветютнев, Гуляевка, Колобродов, Летовский, Любимовский, Новая Паника, Падок, посёлки Арчединского лесхоза, Школьный | 394                                      |
| 6                                        | Дудаченский                              | посёлок Дудаченский, хутора Нижнеосиновский, Русско-Осиновский                                                             | 239                                      |
| 7                                        | Краснолиповский                          | хутора Красные Липки, Шляховский, Выездинский, Зимовская Паника, Зимовский                                                 | 303                                      |
| 8                                        | Лычакский                                | посёлок Лычак, хутора Банный, Благодатный, Парижская Коммуна                                                               | 185                                      |
| 9                                        | Малодельский                             | станица Малодельская, хутор Муравли                                                                                        | 294                                      |
| 10                                       | Пригородный                              | посёлоки Пригородный, Садовый, хутора Зеленовский, Илясов, Кашулин, Кирпичный, Короли                                      | 241                                      |
| 11                                       | Писарёвский                              | хутора Писарёвка, Нижние Липки                                                                                             | 182                                      |
| 12                                       | Терновский                               | хутора Терновка, Калиновский, Перфиловский, Сысоевский                                                                     | 159                                      |
| 13                                       | Шуруповский                              | хутор Шуруповский, посёлок Железнодорожный                                                                                 | 121                                      |

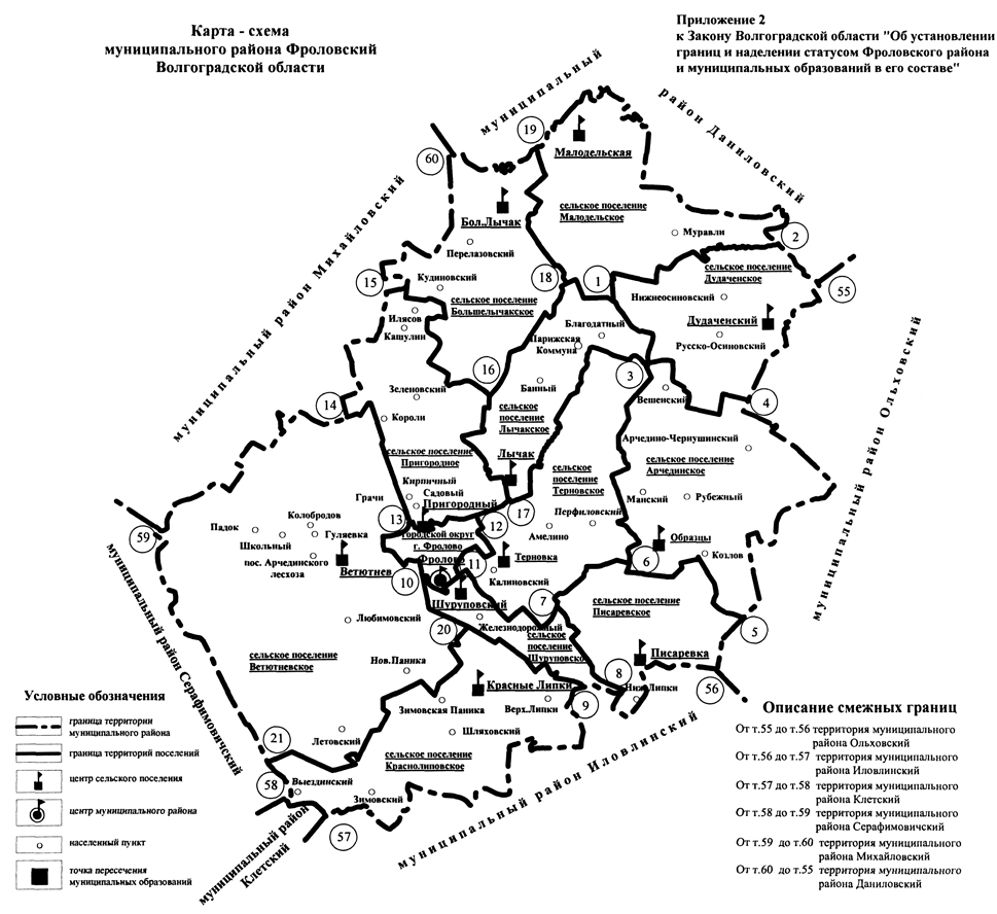
Территориальное устройство Фроловского муниципального района

В итоге муниципальной реформы в состав образованного Краснолиповского сельского поселения вошли территории и населённые пункты Верхнелиповского (хутор Верхние Липки) и Краснолиповского (хутора Красные Липки — центр, Выездинский, Зимовская Паника, Зимовский, Шляховский) сельсоветов.

## Населённые пункты
Во Фроловский район входят 46 населённых пунктов.
| №  | Населённый пункт      | Тип     | Население | Муниципальное образование          |
| -- | --------------------- | ------- | --------- | ---------------------------------- |
| 1  | Амелино               | хутор   | ↘550      | Терновское сельское поселение      |
| 2  | Арчедино-Чернушинский | хутор   | ↘270      | Арчединское сельское поселение     |
| 3  | Арчединского лесхоза  | посёлок | ↘479      | Ветютневское сельское поселение    |
| 4  | Банный                | хутор   | 68        | Лычакское сельское поселение       |
| 5  | Благодатный           | хутор   | 50        | Лычакское сельское поселение       |
| 6  | Большой Лычак         | хутор   | ↘1012     | Большелычакское сельское поселение |
| 7  | Верхние Липки         | хутор   | ↘543      | Краснолиповское сельское поселение |
| 8  | Ветютнев              | хутор   | ↘1186     | Ветютневское сельское поселение    |
| 9  | Выездинский           | хутор   | 62        | Краснолиповское сельское поселение |
| 10 | Гуляевка              | хутор   | ↘574      | Ветютневское сельское поселение    |
| 11 | Дудаченский           | посёлок | ↗576      | Дудаченское сельское поселение     |
| 12 | Железнодорожный       | посёлок | ↘233      | Шуруповское сельское поселение     |
| 13 | Зеленовский           | хутор   | ↘13       | Пригородное сельское поселение     |
| 14 | Зимовская Паника      | хутор   | 0         | Краснолиповское сельское поселение |
| 15 | Зимовский             | хутор   | 30        | Краснолиповское сельское поселение |
| 16 | Илясов                | хутор   | ↗4        | Пригородное сельское поселение     |
| 17 | Калиновский           | хутор   | ↘174      | Терновское сельское поселение      |
| 18 | Кашулин               | хутор   | ↘9        | Пригородное сельское поселение     |
| 19 | Кирпичный             | хутор   | ↘213      | Пригородное сельское поселение     |
| 20 | Козлов                | хутор   | →0        | Арчединское сельское поселение     |
| 21 | Колобродов            | хутор   | ↘217      | Ветютневское сельское поселение    |
| 22 | Короли                | хутор   | ↘14       | Пригородное сельское поселение     |
| 23 | Красные Липки         | хутор   | 561       | Краснолиповское сельское поселение |
| 24 | Кудиновский           | хутор   | ↗8        | Большелычакское сельское поселение |
| 25 | Летовский             | хутор   | ↗17       | Ветютневское сельское поселение    |
| 26 | Лычак                 | посёлок | 604       | Лычакское сельское поселение       |
| 27 | Любимовский           | хутор   | →0        | Ветютневское сельское поселение    |
| 28 | Малодельская          | станица | 1348      | Малодельское сельское поселение    |
| 29 | Манский               | хутор   | ↘124      | Арчединское сельское поселение     |
| 30 | Муравли               | хутор   | 1         | Малодельское сельское поселение    |
| 31 | Нижнеосиновский       | хутор   | ↘0        | Дудаченское сельское поселение     |
| 32 | Нижние Липки          | хутор   | 48        | Писарёвское сельское поселение     |
| 33 | Новая Паника          | хутор   | →321      | Ветютневское сельское поселение    |
| 34 | Образцы               | посёлок | ↘922      | Арчединское сельское поселение     |
| 35 | Падок                 | хутор   | ↘40       | Ветютневское сельское поселение    |
| 36 | Парижская Коммуна     | хутор   | 2         | Лычакское сельское поселение       |
| 37 | Перфиловский          | хутор   | ↘158      | Терновское сельское поселение      |
| 38 | Писарёвка             | хутор   | 575       | Писарёвское сельское поселение     |
| 39 | Пригородный           | посёлок | ↘1062     | Пригородное сельское поселение     |
| 40 | Рубёжный              | хутор   | ↘222      | Арчединское сельское поселение     |
| 41 | Русско-Осиновский     | хутор   | ↘30       | Дудаченское сельское поселение     |
| 42 | Садовый               | посёлок | ↘173      | Пригородное сельское поселение     |
| 43 | Терновка              | хутор   | ↘863      | Терновское сельское поселение      |
| 44 | Школьный              | посёлок | ↗208      | Ветютневское сельское поселение    |
| 45 | Шляховский            | хутор   | 142       | Краснолиповское сельское поселение |
| 46 | Шуруповский           | хутор   | ↘925      | Шуруповское сельское поселение     |

Упразднённые населённые пункты:
- 2001 год — хутор Сысоевский[38]

## Местное самоуправление
Глава Фроловского муниципального района — Шкарупелов Владимир Сергеевич.
Главы администрации района:
- Васичкин Валерий Федорович 2005—2009 (избран 9 октября 2005 года)[39]
- Орлов Александр Николаевич 2009—… (избран 11 октября 2009 года)[40]
- до 2015 года — Екимов Андрей Александрович
- с 2016 года — Кириченко Сергей Николаевич

Председатель Фроловской районной Думы:
- Алеулова Марина Евгеньевна

## Экономика
В структуре ВВП на долю сельского хозяйства приходится 52 % продукции, промышленности — 35 %.

### Сельское хозяйство
В составе агропромышленного комплекса функционируют:
- 12 крупных и 13 мелких коллективных сельскохозяйственных предприятий;
- 626 крестьянско-фермерских хозяйств;
- 4 крупных предприятия пищевой и перерабатывающей промышленности;
- 5460 личных подсобных хозяйств.

Фроловский район является одним из крупных производителей сельхозпродукции, по производству зерновых культур входит в первую десятку в области. Так, в среднем в год собирается порядка 120 тыс. тонн зерна.
В структуре производства сельского хозяйства 64 % приходится на растениеводство, а 36 % — на животноводство. Площадь сельскохозяйственных угодий составляет 268,9 тыс. га (пашня — 191 тыс. га, пастбища — 54 тыс. га).
Во Фроловском районе культивируют зерновые, гречиху, масличные (особенно подсолнечник), кормовые культуры, картофель, овощи. Разводят крупный рогатый скот молочного и мясного направления, свиней, овец, коз. Развито также птицеводство и пчеловодство.

### Промышленность
В промышленности занято 18 % работающих.
В районе 5 промышленных предприятий, в том числе 4 по переработке сельхозпродукции:
- ОАО «Арчединский комбинат хлебопродуктов»;
- ООО «Арчеда-продукт»;
- Калининский щебзавод — производство щебня.
- Фроловский электросталеплавильный завод.

Добывают нефть и газ («Лукойлнижневолжскнефть»).

### Торговля
На потребительском рынке района функционируют 85 предприятий розничной торговли, 12 предприятий общественного питания. Кроме того зарегистрировано 158 индивидуальных предпринимателей.

## Транспорт
По территории района проходят железнодорожная и автотранспортная магистрали «Волгоград—Москва» E 119— M6 с разветвленной сетью подъездных путей. 83 % автомобильных дорог общего пользования имеют твердое покрытие.

## Здравоохранение
- 2 участковые больницы
- 3 амбулатории
- 20 фельдшерско-акушерских пункта;

## Образование
- 12 детских садов
- 3 начальных общеобразовательных школ
- 5 основных школы
- 10 средних общеобразовательных школ
- вечерняя (сменная) общеобразовательная школа
- филиал музыкальной школы
- 19 библиотек
- 27 домов культуры
- Православная гимназия

## Археология
В 2,5 км выше по руслу от хутора Шляховский находится стоянка Шлях, на которой прослежено нескольких слоёв каменного века — от среднего палеолита до мезолита.